# 阿部龍蔵
阿部 龍蔵（あべ りゅうぞう、1930年7月11日 - 2013年11月1日）は、日本の物理学者。東京大学名誉教授。

## 生涯
東京都出身。旧制第一高等学校を経て、1953年東京大学理学部物理学科卒業。1959年東京教育大学理学博士。東京工業大学助手、1961年東京大学物性研究所助教授、1966年東京大学教養学部教授。1991年定年退官、名誉教授、放送大学教授、副学長。

## 著書
- 『統計力学』東京大学出版会 1966
- 『現象の数学 第2 ベクトル解析複素関数の応用』アグネ 1968
- 『電気伝導』培風館 新物理学シリーズ 1969
- 『力学』サイエンス社 1975
- 『量子力学入門』岩波全書 1980
- 『量子力学入門』岩波書店 物理テキストシリーズ 1987
- 『光と電磁場』放送大学教育振興会 1992
- 『電磁気学入門』サイエンス社 新物理学ライブラリ 1994
- 『統計熱力学』放送大学教育振興会 1994
- 『力学・解析力学』岩波書店 岩波基礎物理シリーズ 1994
- 『熱統計力学』裳華房 基礎演習シリーズ 1995
- 『物理を楽しもう』岩波書店 2001
- 『エネルギーと電磁場』裳華房 2002
- 『新・演習電磁気学』サイエンス社 新・演習物理学ライブラリ 2002
- 『ベクトル解析入門』サイエンス社 新物理学ライブラリ 2002
- 『Essential物理学』サイエンス社 新物理学ライブラリ 2003
- 『新・演習力学』サイエンス社 新・演習物理学ライブラリ 2003
- 『熱・統計力学入門』サイエンス社 新物理学ライブラリ 2003
- 『物理のトビラをたたこう』岩波ジュニア新書 2003
- 『基礎からベスト基本問題集物理1+理科総合A物理分野 新課程対応版』学習研究社 2004
- 『基礎からベスト物理1+理科総合A物理分野 新課程対応版』学習研究社 2004
- 『現代物理入門』サイエンス社 新物理学ライブラリ 2005
- 『新・演習量子力学』サイエンス社 新・演習物理学ライブラリ 2005
- 『新・演習熱・統計力学』サイエンス社 新・演習物理学ライブラリ 2006
- 『はじめて学ぶ物理学』サイエンス社 ライブラリはじめて学ぶ物理学 2006
- 『はじめて学ぶ電磁気学』サイエンス社 ライブラリはじめて学ぶ物理学 2007
- 『はじめて学ぶ熱・波動・光』サイエンス社 ライブラリはじめて学ぶ物理学 2007
- 『はじめて学ぶ力学』サイエンス社 ライブラリはじめて学ぶ物理学 2007
- 『はじめて学ぶ量子力学』サイエンス社 ライブラリはじめて学ぶ物理学 2008

### 共著
- 『新物理の研究 パノラマ方式』今井勇共著 旺文社 1970
- 『総合力完成理科1』渡辺啓、赤須紀幸ほか共著 旺文社 1982
- 『総合力完成 新課程大学受験用物理』今井勇共著 旺文社 1983
- 『超低温の物性物理』斯波弘行共編 培風館 1986
- 『詳解物理 大学受験』今井勇共著 旺文社 1988
- 『詳解理科Ⅰ 大学受験』共著 旺文社 1988
- 『物理学』川村清共著 サイエンス社 新物理学ライブラリ 1988
  - 『物理学 新訂版』川村清,佐々田博之共著 サイエンス社 新物理学ライブラリ 2002
- 『量子論』野田春彦共編著 放送大学教育振興会 1990
- 『自然と科学 物質編』平川暁子共編著 放送大学教育振興会 1993
- 『量子力学』川村清共著 放送大学教育振興会 1993
- 『物理の世界』編著 放送大学教育振興会 1994
- 『基礎からベスト基本問題集物理ⅠB』共著 学習研究社 1996
- 『基礎からベスト物理ⅠB』共著 学習研究社 1996
- 『エネルギーと熱』堂寺知成共著 放送大学教育振興会 1998
- 『物理の世界 日常生活と物理の接点を求めて』遠山紘司共著 放送大学教育振興会 1999
- 『運動と力』堂寺知成共著 放送大学教育振興会 2001
- 『新・演習物理学』川村清,佐々田博之共著 サイエンス社 新・演習物理学ライブラリ 2004

## 論文
- ＜阿部龍蔵